# 鐵拳：血之復仇
《鐵拳：血之復仇》是由格鬥遊戲「铁拳」改編而成的電腦動畫電影，導演是毛利陽一，音樂由崎元仁負責，腳本則是佐藤大負責撰寫。

## 劇情大綱
本次電影故事背景設定在五代和六代之間，故事劇情是以京都國際學校為舞台，女主角凌曉雨，接受了G集團幹部安娜的委託潛入了京都的國際學校，目的是要調查一個名叫＂神谷真＂的少年。神秘的真卻總是能甩開曉雨的跟蹤，再加上曉雨被在學校認識的少女亞莉莎·伯斯科諾維奇搞得團團轉，她的搜查行動始終無法順利進行。然而，這其中似乎還隱藏著與世界首創萬能細胞「M細胞」有關，在三年前已經死亡的三島平八的血腥陰謀...

## 配音員
- 凌曉雨：坂本真綾
- 亞莉莎·伯斯科諾維奇：松岡由貴
- 神谷真：宮野真守
- 風間仁：千葉一伸
- 三島一八：篠原正治
- 妮娜·威廉斯：田中敦子
- 安娜·威廉斯：渡邊明乃
- 三島平八：石塚運昇
- 巖龍：宇垣秀成
- 李超狼：置鮎龍太郎
- 熊貓：武虎

## 相關
- 鐵拳
- 鐵拳角色列表

## 外部連結
- 網際網路電影資料庫（IMDb）上《鐵拳：血之復仇 （页面存档备份，存于）》的資料
- 铁拳:血之复仇 日文